# ノザキフーズ
株式会社ノザキフーズは新潟県北蒲原郡聖籠町にかつて存在した一正蒲鉾の子会社。
旧社名は野崎蒲鉾株式会社。2006年に改称、関連会社となる。2011年7月に一正蒲鉾に吸収合併され、解散した。
「ノザキのコンビーフ」で知られる旧・野崎産業（現・川商フーズ）とは無関係。

## 会社概要
- 〒957-0102・北蒲原郡聖籠町位守町160-30（聖籠インターから車で5分）
- 創業:2006年
- 資本金:3000万円
- 事業:蒲鉾・惣菜の製造

## 関連会社
- 一正蒲鉾（親会社）
- 一正食品（2013年2月に一正蒲鉾が吸収合併）
- イチマサ冷蔵